# Caio aglia
Caio aglia är en fjärilsart som beskrevs av Felder 1874. Caio aglia ingår i släktet Caio och familjen påfågelsspinnare. Inga underarter finns listade i Catalogue of Life.